# Ptolomeusz z Nepi
Ptolomeusz z Nepi, wł. San Ptolomaeo (Tolomeo) da Nepi – biskup męczennik z III wieku, razem ze św. Romanem i towarzyszami zginął w czasie prześladowań za cesarza Klaudiusza Gockiego; współpatron włoskiego miasta Nepi, święty Kościoła katolickiego.

## Źródła hagiograficzne
Jedyne informacje dotyczące męczeństwa świętych Ptolomeusza i Romana z Nepi posiadamy dzięki dokumentowi z IX wieku Passio Sancti Ptolomaei et Romani. Łaciński dziejopis zanotował, iż w czasach cesarza Klaudiusza Gockiego w okolicach dzisiejszego Nepi w Etrurii miały miejsce nawrócenia na chrześcijaństwo, które zaniepokoiły pogańskich kapłanów. Zapewne, jak to miało miejsce w przypadku działalności św. Pawła Apostoła w Efezie, ktoś utrzymujący się ze współpracy ze świątyniami, zaczął obawiać się o spadek zarobków. Dokument podaje, iż cesarz nakazał obecnemu w orszaku Aspazjuszowi oraz trybunowi miast z Etrurii przymuszenie chrześcijan do złożenia ofiary bogom rzymskim. Aspazjusz, po przybyciu do rodzinnego miasta, które Passio nazywa Pentapolis, nakazał chrześcijanom wskazanie swoich przywódców. Wówczas wystąpili św. Ptolomeusz i św. Roman, miejscowi biskupi. Nakazano im złożenie ofiary. Biskupi odmówili. Aspazjusz kazał najpierw zabić pozostałych chrześcijan. Ptolomeusza i Romana ścięto na forum w Nepi obok bramy imperialnej. Ciało Ptolomeusza pochowała pobożna matrona św. Savinilla w jednej z pobliskich grot.
Tradycja identyfikuje jako miejsce pochówku św. Ptolomeusza katakumby św. Savinillii w Nepi. Wykopaliska przeprowadzone w 2003 przez Papieską Komisję Archeologiczną pod kościołem św. Ptolomeusza w Nepi wykazały, iż katakumby były w użyciu od III do XIV wieku. Lokalna tradycja wskazuje grób św. Ptolomeusza przy wejściu do katakumb. Pokazywany zwiedzającym napis uważany jest przez archeologów za późniejsze oszustwo. Jedynym autentycznym świadectwem kultu był kościół, który istniał przy wejściu do katakumb św. Savinillii. Jego istnienie poświadcza dokument z 1178. Kościół ten został zburzony w 1540. Obecny kościół św. Ptolomeusza z Nepi rozpoczęto budować w 1619. Obecną formę uzyskał w 1720. Opiekę nad katakumbami w XVI w. sprawowali dominikanie. Relikwiarz św. Ptolomeusza znajduje się pod ołtarzem, pomiędzy drzwiami prowadzącymi do katakumb.

## Kult świętego
Św. Ptolomeusz z Nepi czczony jest przede wszystkim w Nepi. Wraz ze św. Ptolemeuszem są patronami tego włoskiego miasta. Mieszkańcy Nepi mieli zwyczaj dorocznego obchodzenia święta męczenników przez trzy dni od 23 do 25 sierpnia. W pierwszym dniu odbywała się procesja, 24 sierpnia celebracje miały miejsce w katedrze, w ostatnim dniu w kościele św. Ptolomeusza, nad domniemanym miejscem pochówku świętych męczenników. Z okazji uroczystości organizowano wyścigi koni i byków. Na zakończenie miały miejsce pokazy sztucznych ogni. Obecnie w Nepi odbywa się jedynie procesja ku czci świętych.
W Polsce święci Roman i Ptolomeusz z Nepi czczeni są w bazylice Franciszkanów w Katowicach Panewnikach, gdzie znajduje się kaplica z ich relikwiami. Specjalna procesja na ich cześć ma miejsce w ostatnią niedzielę września. Relikwie męczenników z Nepi zostały sprowadzone do Katowic w 1913, biskupem Nepi był wówczas franciszkanin Bernhard Doebbing OFM.

## Ikonografia
Najwięcej przedstawień św. Ptolomeusza z Nepi znajduje się w samym Nepi. W kościele św. Ptolomeusza przy zejściu do katakumb stoi figura męczennika w szatach biskupich z mitrą i pastorałem. W miejscowej katedrze na sklepieniu nad nawą główną znajduje się malowidło przedstawiające ukoronowanie Matki Bożej. W prawym dolnym rogu zostali przedstawieni obaj patroni miasta w szatach biskupich. Po lewej stronie stalli umieszczono obraz przedstawiający konsekrację biskupią św. Romana, św. Ptolomeusz jest świadkiem tego wydarzenia. Na obrazie po prawej stronie prezbiterium ciało męczennika Ptolomeusza leży na miejskim forum. Święci patroni miasta zostali też przedstawieni na tryptyku w ołtarzu głównym. Obaj odziani są w szaty biskupie. W rękach trzymają pastorały.
W bazylice w Katowicach Panewnikach znajduje się malowidło przedstawiające męczeństwo św. Ptolomeusza w kaplicy poświęconej męczennikom z Nepi.